# Sèmè-Kpodji
Sèmè-Kpodji  ist eine Stadt, ein Arrondissement und eine 250 km² große Kommune in Benin. Sie liegt im Département Ouémé.

## Demografie und Verwaltung
Das Arrondissement Sèmè-Kpodji hatte bei der Volkszählung im Mai 2013 eine Bevölkerung von 10.423 Einwohnern, davon waren 5042 männlich und 5 381 weiblich. Die gleichnamige Kommune zählte zum selben Zeitpunkt 222.701 Einwohner, davon 109.594 männlich und 113.107 weiblich.
Die fünf weiteren Arrondissements der Kommune sind Agblangandan, Aholouyèmè, Djrègbè, Ekpé und Tohouè. Kumuliert umfassen alle sechs Arrondissements 55 Dörfer. Im Hafen von Sèmè ist das Erdölterminal der Niger-Benin-Pipeline, der längsten Pipeline von Afrika.